# 達拉·奧布萊恩
達拉·奧布萊恩（1972年2月4日—）是愛爾蘭的一位演員和電視節目主持人，活躍於英國和愛爾蘭。他畢業於都柏林大學學院，畢業之後曾是RTÉ的兒童節目主持人。他被愛爾蘭獨立報描述為英國人最喜歡的愛爾蘭人。除了英語之外，奧布萊恩也可以流利使用愛爾蘭語。